# Jobst Fiedler
Jobst Fiedler (* 7. Februar 1944 in Detmold) ist ein deutscher Verwaltungsbeamter und Professor. Fiedler lehrte Public Management an der Hertie School of Governance und ist inzwischen im Status des „Professor Emeritus of Public and Financial Management“.

## Leben
Fiedler absolviert ab 1957 eine Lehre als Chemielaborant. Er studierte Jura, Politik- und Wirtschaftswissenschaften u. a. in Berlin, Genf und Berkeley. Ab 1980 war Fiedler in verschiedenen leitenden Stellungen bei der Stadt Hamburg (unter anderem mehrere Jahre lang als Bezirksamtsleiter von Hamburg-Harburg) tätig und Mitglied des Beraterstabes der OECD und EU. Von 1990 bis 1996 war Fiedler Oberstadtdirektor der Landeshauptstadt Hannover. Er promovierte an der Universität Hannover.
Ab 1996 war er als strategischer Berater der Unternehmensberatung Roland Berger Strategy Consultants angestellt und war als Mitglied der Hartz-Kommission an der Entwicklung des Hartz-Konzept beteiligt. Zwischen 2003 und 2004 gab er u. a. Unterricht an der Universität Potsdam und der Wirtschaftsuniversität Luigi Bocconi in Mailand, Italien. Seit 2005 ist Fiedler Associate Dean der Hertie School of Governance.
Jobst Fiedler ist Mitglied der SPD.

## Publikationen
- Jobst Fiedler: Das Management von politisch-administrativen Reformen. Hannover, Univ., Diss., 1998 (kumulative Diss.)
- Jobst Fiedler: Zur Konzeption einer Weltausstellung neuen Typs. In: Hans May und Henning Schierholz (Hrsg.): Eine Weltausstellung neuen Typs? Hannovers EXPO 2000: Planungshorizonte und Bürger/innen-Beteiligung. Loccumer Protokolle 66/90, S. 68–84
- Jobst Fiedler: Zur Praxisumsetzung umfassender Verwaltungsreformen in Großstädten: Die Hauptaufgaben liegt noch vor uns. In: Eckhard Schröter (Hrsg.): Empirische Policy- und Verwaltungsforschung – lokale, nationale und internationale Perspektive (=Festschrift für Hellmut Wollmann), Opladen 2001, S. 305–320